# Хочу як ти
«Хочу як ти» (англ. The Change-Up) — комедійний фільм режисера Девіда Добкіна, що вийшов на екрани у серпні 2011 року. Сценарій фільму написаний сценаристами комедії «Похмілля у Вегасі».

## Сюжет
Фільм розповідає про життя найкращих друзів Мітча і Дейва. Вони подружилися в ранньому дитинстві, а подорослішавши, кожен пішов своєю дорогою. Дейв зробив собі хорошу кар'єру юриста, одружився з чарівною дівчиною Джеймі й разом з нею завів дітей. Він став зразковим сім'янином і хорошим працівником. А Мітч - вільний холостяк, необтяжений тяжкими сімейними узами, вдень розкурює косячки, а ночі на проліт проводить у компанії чарівної дівчини, при чому весь час нової.
Якось при зустрічі друзі скаржаться один одному на своє життя і навіть вимовляють фразу: Хочу жити як ти. Доля вирішила пожартувати і надати друзям такий шанс, помінявши їх тілами. Тепер Мітчу належить сімейне життя, догляд за дітьми і робота в юридичній компанії, а Дейву веселе життя холостяка і ночі з гарячими красунями. Правда життя дуже сильно ускладнює велика угода по роботі Дейва, та й симпатична колега відчуває до нього симпатію ... Гарненька колега Дейва Сабріна робить все для того, щоб спокусити героя, але вона не знає, що насправді в тілі боса живе Мітч, якому дуже складно стриматися від спокуси і не провести з цією красунею пристрасну ніч кохання.
Дуже скоро друзі зрозуміють, що реальне життя не таке веселе, як їм здавалося на перший погляд, і їм доведеться докласти чимало зусиль для того, щоб повернутися у власні тіла і при цьому не зруйнувати все, що так довго вибудовував товариш.